# 天津体育馆
天津体育馆，或稱天津奥林匹克中心体育馆，始建于1992年9月28日，1994年12月建成，当时为举办第四十三届世界乒乓球锦标赛而建。建筑占地11万平方米。副馆占地5100平方米，与主馆有通道相连，因外形酷似飞碟，所以天津市民称其为“飞碟”或“大馆”。1999年，这里又举办了世界体操锦标赛。此場館亦為2013年東亞運動會開幕禮的舉辦地。

## 承办赛事

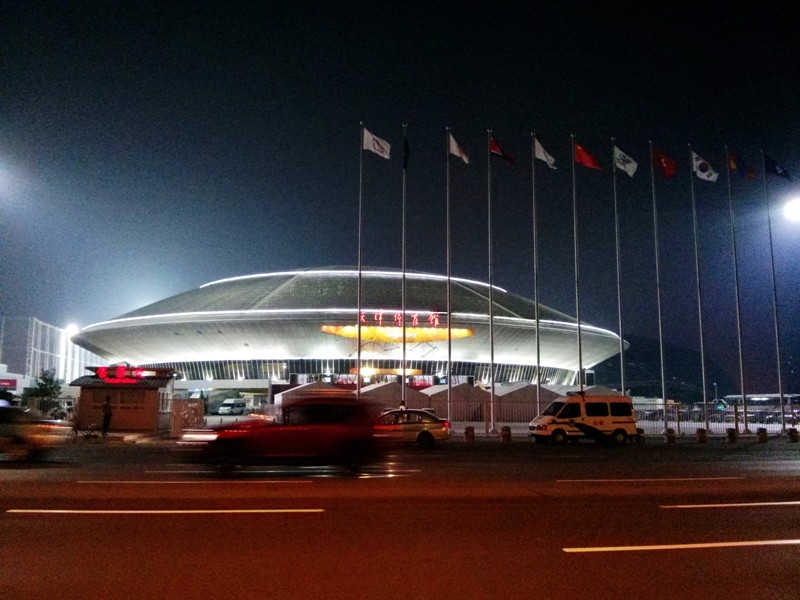
举行开幕式的天津体育馆

- 1995年世界乒乓球锦标赛
- 1999年世界体操锦标赛
- 2009年亚洲篮球锦标赛
- 2013年东亚运动会

## 相关链接
- 泰达足球场
- 天津奥林匹克中心体育场

## 资料来源
1. ↑  邓文汉. . 天津体育年鉴 (天津社会科学院出版社). 1995: 283–284. ISBN 7-80563-588-9.
2. ↑  . 中新网.   [2021-11-17]. （原始内容存档于2021-11-17）.
3. ↑  . 新华网.   [2021-11-17]. （原始内容存档于2021-11-17）.
4. ↑  .   [2009-12-03]. （原始内容存档于2012-04-02）.